# Popovača
 Ovo je glavno značenje pojma Popovača. Za druga značenja pogledajte Popovača (razdvojba).
Popovača je grad u Sisačko-moslavačkoj županiji, Hrvatska. Status grada stekla je 2013. godine, a do tada je imala status općine. Nalazi se na staroj cesti Zagreb - Beograd, do izgradnje današnje autoceste A3 najkraćeg puta paralelno uz Savu s istoka na zapad države i obratno.

## Zemljopis
Grad Popovača se nalazi u središnjoj Moslavini, istočno od rijeke Česme i općine Velika Ludina. Najbliži veći gradovi u blizini su Sisak i Kutina.
Naselja u sastavu Grada Popovače su: Ciglenica, Donja Gračenica, Donja Jelenska, Donja Vlahinička, Gornja Gračenica, Gornja Jelenska, Moslavačka Slatina, Osekovo, Podbrđe, Popovača, Potok, Stružec, Voloder.

## Stanovništvo
Prema popisu stanovništva iz 2011. godine, Popovača ima 11.905 stanovnika.
| broj stanovnika | 5869  | 5614  | 5980  | 6413  | 7647  | 10400 | 10878 | 13007 | 13486 | 14400 | 14147 | 12958 | 12269 | 11822 | 12701 | 11905 | 10255 |
|                 | 1857. | 1869. | 1880. | 1890. | 1900. | 1910. | 1921. | 1931. | 1948. | 1953. | 1961. | 1971. | 1981. | 1991. | 2001. | 2011. | 2021. |

| broj stanovnika | 437   | 591   | 655   | 764   | 899   | 1273  | 1390  | 1750  | 2234  | 2144  | 2002  | 3110  | 3663  | 3596  | 4312  | 4207  | 3633  |
|                 | 1857. | 1869. | 1880. | 1890. | 1900. | 1910. | 1921. | 1931. | 1948. | 1953. | 1961. | 1971. | 1981. | 1991. | 2001. | 2011. | 2021. |

## Uprava
Gradonačelnk Grada Popovače je Josip Mišković (HSP).

## Povijest
Povijest na području općine Popovača počinje vrlo rano, prije 18 milijuna godina. O tome svjedoče paleontološki ostaci biljnog i životinjskog svijeta pronađeni u Gornjoj Jelenskoj. Prvi tragovi ljudskog života pronađeni su već u prapovijesti i nastavljaju se kroz sva razdoblja do Rimljana. Blizina antičke Siscie pogodovala je razvoju života pa se, najvjerojatnije uz cestu koja je spajala Sisciju (Sisak) i Variannis (Kutina), nalazi veći kompleks rimske vile. Uz ovo nalazište u Osekovu, rimski arheološki materijal pronađen je i na drugim mjestima u općini (Donja Gračenica, Voloder).
Brojni arheološki ostaci iz razvijenog srednjeg vijeka (12 - 16 st.) potvrda su vjerojatnosti nastavka života ranijih vremena. Iz tog su razdoblja srednjovjekovne utvrde Jelengrad, Košutagrad (Košutgrad), Garićgrad te Moslavinagrad (spominje se od 1316.), uz koji se razvila Popovača. Moslavinagrad su 1545. zauzeli Turci, nakon čijeg povlačenja utvrda propada. Pored njegovih ruševina grofovi Erdődy 1746. započinju izgradnju novog dvorca. U njemu je 1934. otvorena bolnica za neuropsihijatrijske bolesti.
Željezničku prugu Popovača dobiva 1897. godine, što čitavom kraju daje snažan razvojni zamah. Početkom 20. st. općina Popovača bila je gospodarski jako središte. U samom mjestu bila je upravna općina, pučka škola, pošta i brzojavna stanica, oružnička postaja, financijska straža, željeznička postaja, a još je uvijek egzistiralo i vlastelinsko dobro Moslavina sa stotinjak stanovnika. Godine 1913. puštena je u rad pilana u Popovači, a vinogradarstvo postaje sve jača grana gospodarstva u općini.
Uz sve veći razvoj obrta ne smije se zaboraviti ni stočni sajam, koji je već tada bio najjači u sjevernoj Hrvatskoj. Područje Moslavine već u 13. stoljeću kraljevskim ukazom dobiva sajam. Sajam je kasnije preuzela Popovača, održava se svake prve subote u mjesecu, a i danas je jedan od najvećih sajmova u sjevernoj Hrvatskoj.

## Poznate osobe
- Matija Lovrek, tenisač
- Robert Belinić, glazbenik
- Zvonimir Červenko, general
- Ivo Serdar, glumac
- Ivica Pajer, glumac
- Dr. Ivan Barbot, osnivač poznate istoimene neuropsihijatrijske bolnice u Popovači
- Josip Frank, političar, zastupnik Kotara Popovača u Hrvatskom saboru

## Spomenici i znamenitosti
- Tvrđava Jelengrad (nalazi se u općini Velika Ludina)
- Park prirode Lonjsko polje
- Vinske ceste Moslavine
- Mali dvorac Erdödy
- Veliki dvorac Erdödy

## Obrazovanje
- Osnovna škola Popovača
- Osnovna škola Zorke Sever

## Kultura
- KUD Popovača
- Likovno društvo "Moslavački krug"
- Povijesna udruga "Moslavina"
- Popovačka udruga likovnih stvaralaca "Moslavački štrk"

## Šport
- SNK Moslavac Popovača
- RK Moslavac Popovača
- Teniski klub "Moslavina", Popovača
- Kick boxing klub "Moslavac", Popovača
- Ogranak plesne škole Top Step iz Siska
- NK Moslavina Donja Gračenica
- ŠNK Mladost Gornja Gračenica
- NK Jelengrad Gornja Jelenska
- ŠNK Sloga Potok
- NK Naftaplin Stružec
- NK Ekonomik Donja Vlahinička
- NK Voloder Voloder
- Aeroklub Popovača
- Kuglački klub "Ciglenica"
- Športsko ribolovno društvo "Som", Popovača
- Športsko ribolovno udruga "Štuka", Osekovo
- Popovačke mažoretkinje
- NK Dinamo Osekovo

## Vanjske poveznice
- Službene stranice
- Moslavina INFO - informativni portal Moslavačke regije  Arhivirana inačica izvorne stranice od 10. kolovoza 2019. (Wayback Machine)